# Charles Hammes
Charles Pieter Hammes  (Hees, 9 augustus 1915 – aldaar, 16 april 1991) was een Nederlandse beeldhouwer.

## Leven en werk
Charles Hammes was de zoon van de landschapschilder Chris Hammes en Rudolphina Wagner. Vanaf 1912 woonde hij in Hees bij Nijmegen, in de ouderlijke woning Laarhoek aan de Bredestraat.  
Hij werd opgeleid bij Genootschap Kunstoefening onder leiding van Gijs Jacobs van den Hof en volgde lessen in Brussel bij Marcel Wolfers. Hammes was lid van Arti et Amicitiae en in 1946 mede-oprichter van de Gemeenschap Beeldende Kunstenaars Nijmegen. 
Vanaf 1952 was hij als docent verbonden aan de Vrije Academie in Nijmegen, later bekend als het cultureel centrum De Lindenberg. 
Hammes maakte diverse beelden voor de openbare ruimte. Daarnaast is hij de maker van een grote kerstgroep van meer dan 80 onderdelen, die nog geregeld tentoongesteld wordt als de Hammes' kerstgroep. De vloeroppervlakte hiervan bedraagt zo'n 4,50 x 3,50 meter.  
Hammes was nooit gehuwd en heeft geen kinderen gekregen.

## Werken (selectie)
- Airborne-monument (1954), Heilig Landstichting
- standbeeld van keizer Trajanus (1956) op het Keizer Traianusplein in Nijmegen, in samenwerking met Ed van Teeseling
- de Cultuurdrager (1962) of Boekenmannetje aan de Brink in Assen
- Majoor Breunese Bank, Julianapark in Nijmegen
- De drie podagristen (1968), Coevorden
- gevelmozaïek aan de gevel van de Nijmeegse School Vereniging II, Lamastraat, Nijmegen
- De kronkel of De aarde, voor het International Training Centre for Aerial Survey aan de Hengelosestraat in Enschede

## Afbeeldingen

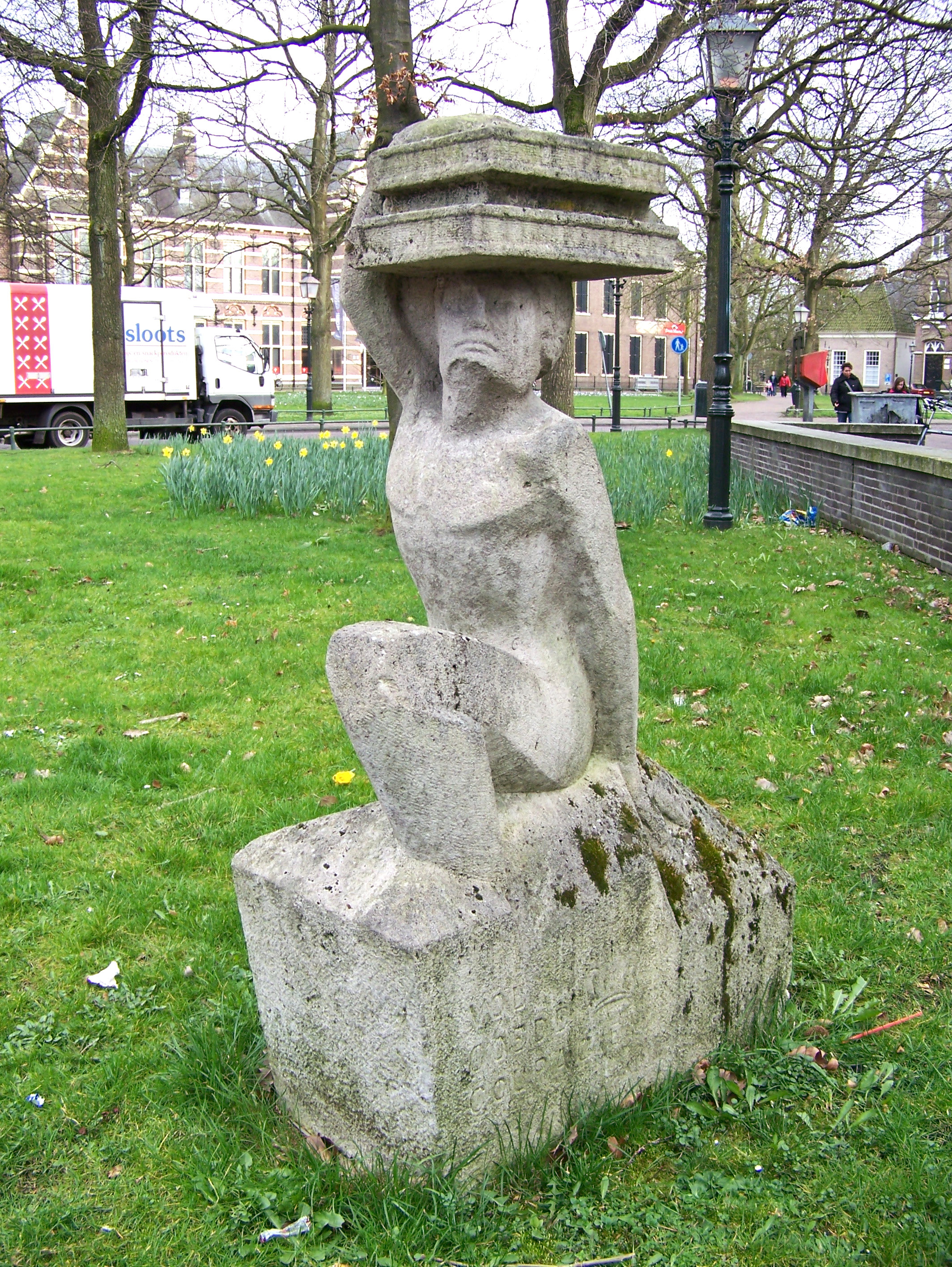
Cultuurdrager
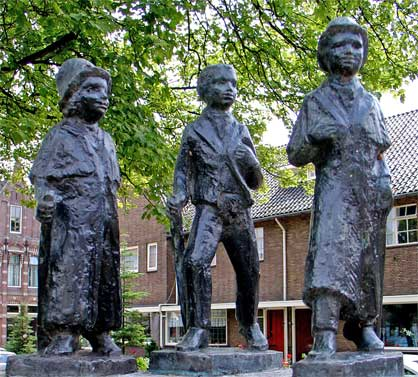
De drie podagristen
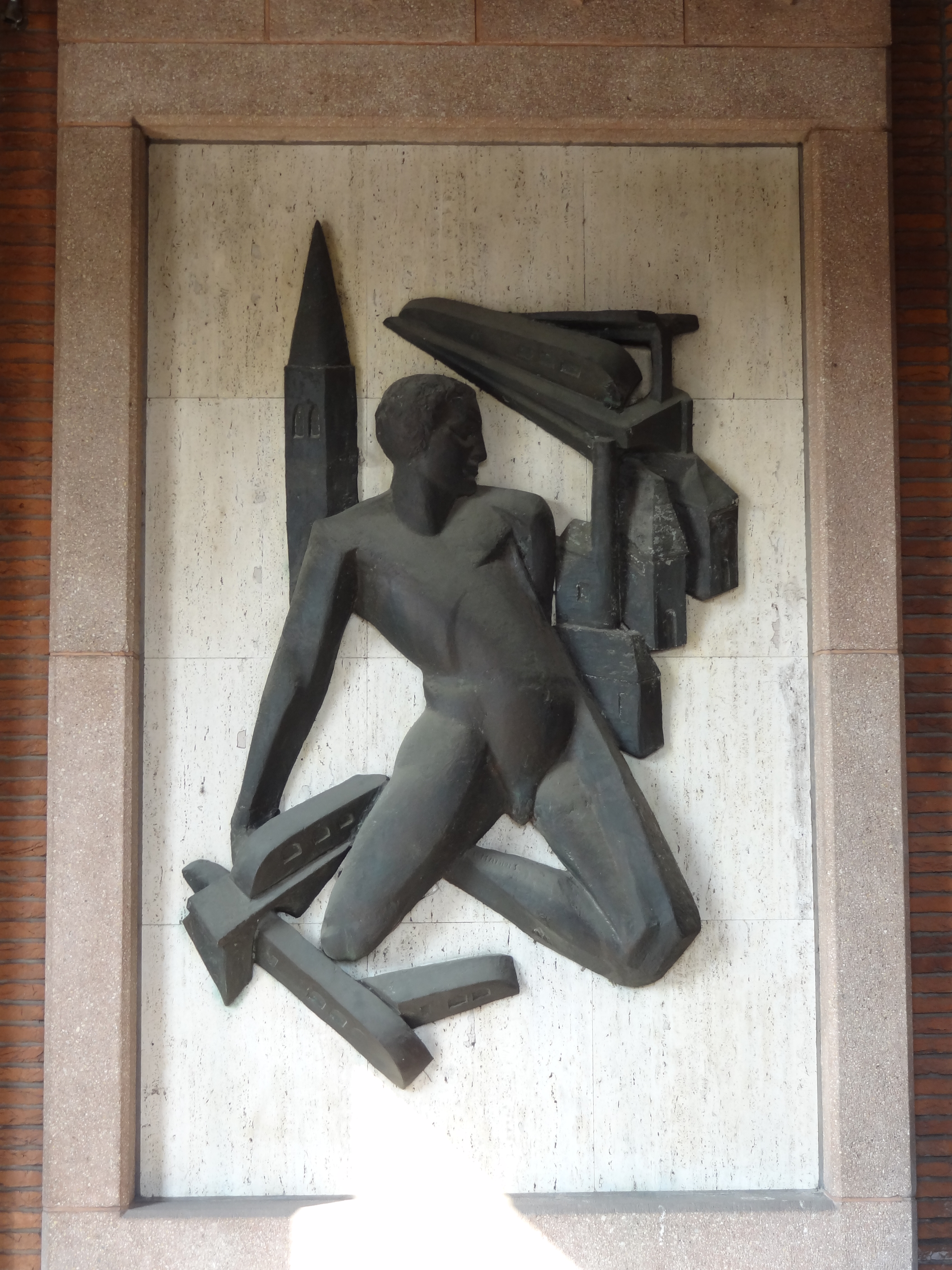
reliëf station Nijmegen
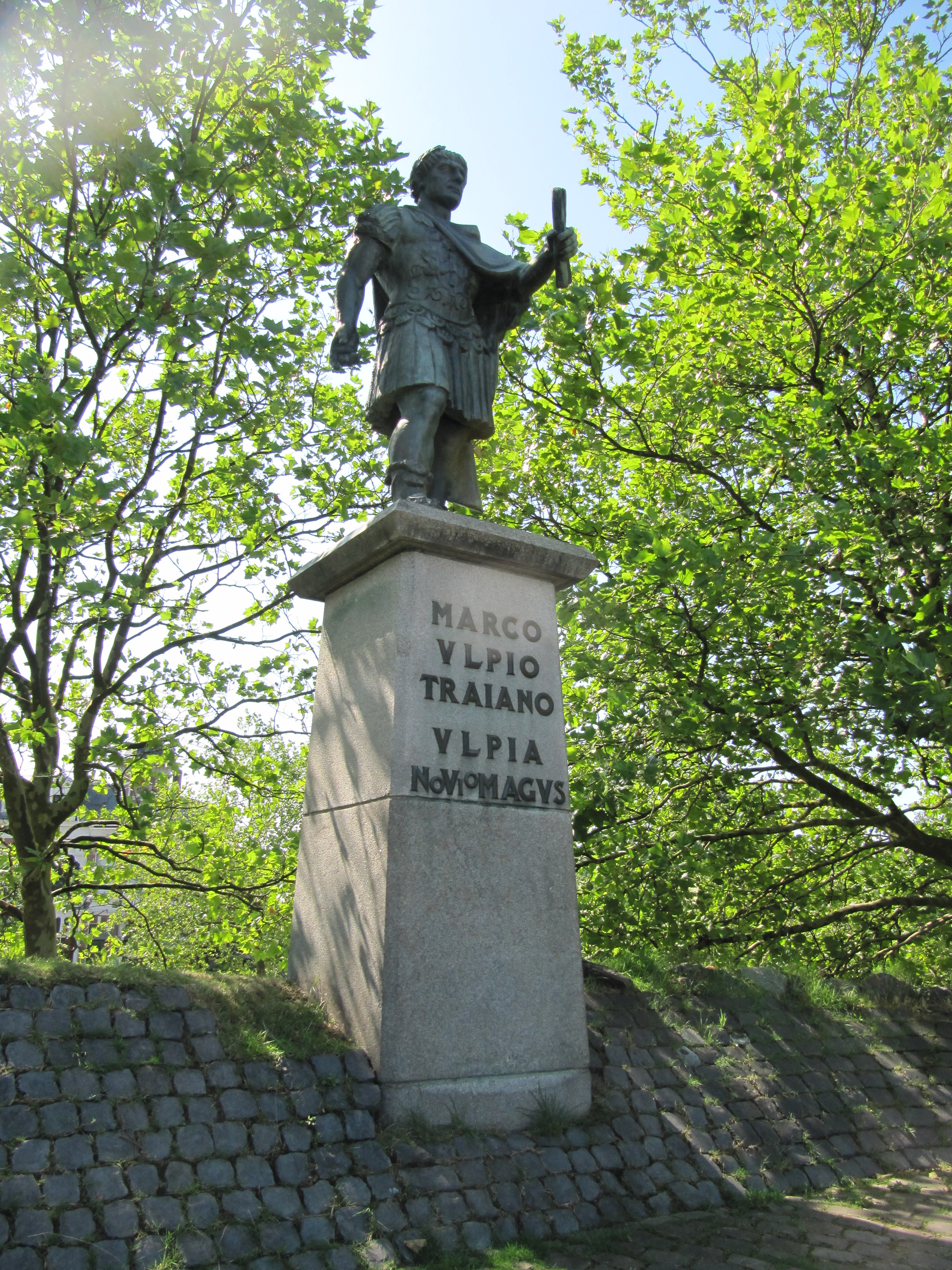
Keizer Trajanus